# Alexandra Schwartzbrod
Œuvres principales
- Balagan
- Adieu Jérusalem

Alexandra Schwartzbrod, née le 24 février 1960 à Nancy, est une journaliste, essayiste et autrice française de roman policier.

## Biographie

### Origines et formation
Née à Nancy en février 1960, Alexandra Schwartzbrod dit, à propos du « malentendu autour de ses racines juives », « mon père a toujours rêvé d'être juif. »
Diplômée de l'École supérieure d'interprètes et de traducteurs, elle s'oriente vers le journalisme.

### Journalisme et écriture
Elle travaille notamment aux Échos de 1989 à 1994 avant de rejoindre Libération en 1994, pour lequel elle est correspondante à Jérusalem de 2000 à 2003. Elle est par la suite nommée directrice adjointe de la rédaction du journal,.
Parallèlement à ses activités journalistiques, elle écrit des essais, des romans noirs dont deux ont été primés : Balagan (prix SNCF du polar 2003) et Adieu Jérusalem (grand prix de littérature policière 2010). Plusieurs de ses œuvres de fiction, Balagan, Adieu Jérusalem, Le Songe d'Ariel, Les Lumières de Tel-Aviv, sont influencées par son expérience de correspondant à Jérusalem : « J'écris des romans pour faire passer ma passion et mon indignation. » Elle évoque aussi cette expérience dans son récit autobiographique sorti en 2024, Éclats.

## Prises de position
En 2012, commentant la politique intérieure israélienne, elle dénonce le « mépris avec lequel les Palestiniens sont traités »,.
En 2013, commentant les manifestations faisant suite au vote de la loi concernant le mariage homosexuel, elle avance sur les opposants à cette loi que « ceux qui se disent encore anti-mariage pour tous se situent d’abord comme anti-républicains, refusant obstinément de reconnaître la loi votée ».
En 2015, afin de lutter contre l'immigration clandestine, elle propose dans Libération d'ouvrir « nos portes aux migrants », « en organisant intelligemment et humainement l’arrivée de réfugiés souvent qualifiés ».

## Principales publications

### Essais
- Dassault, le dernier round, 1991, Olivier Orban
- Le Président qui n'aimait pas la guerre - Dans les coulisses du pouvoir, 1995, Plon
- L'Acrobate - Jean-Luc Lagardère ou les armes du pouvoir, 1998, Seuil
- Jérusalem, 2008, Tertium Éditions

### Romans
- Koutchouk, 2000, Denoël
- Balagan, 2003, Stock[5]Prix SNCF du polar 2003[11]
- Petite Mort, 2005, Stock
- La Cuve du Diable, 2007, Stock
- Adieu Jérusalem, 2010, Stock[5] Grand prix de littérature policière 2010[12]
- Le Songe d'Ariel, 2012, Gallimard[5]
- Les Lumières de Tel-Aviv, 2020, Rivages/Noir[13]

### Récit autobiographique
- Éclats, 2024, Mercure de France[6]